# Parapoynx ussuriensis
Parapoynx ussuriensis is een vlinder uit de familie van de grasmotten (Crambidae), uit de onderfamilie van de Acentropinae. De wetenschappelijke naam van deze soort is voor het eerst gepubliceerd in 1910 door Hans Rebel.
De soort komt voor in China, het Russische Verre Oosten, Noord-Korea, Zuid-Korea en Japan.